# Góry Sowie
Góry Sowie (332.44; cz. Soví hory, niem. Eulengebirge) – pasmo górskie w Sudetach Środkowych, w południowo-zachodniej części Polski na terenie województwa dolnośląskiego. W Górach Sowich oprócz grzbietu głównego wyróżnia się na południe od niego Wzgórza Wyrębińskie oraz Garb Dzikowca.

## Opis
Góry Sowie zajmują powierzchnię ok. 200 km² i rozciągają się na długości 26 km (35 km licząc po linii grzbietowej). Ulokowane są między Górami Wałbrzyskimi i Pogórzem Wałbrzyskim od zachodu a Górami Bardzkimi od wschodu. Na wschodzie granicą jest Przełęcz Srebrna, a na zachodzie dolina rzeki Bystrzycy. Od północy Góry Sowie ograniczone są Obniżeniem Podsudeckim (Kotliną Dzierżoniowską), a od południa Obniżeniem Noworudzkim wraz ze Wzgórzami Włodzickimi. W okolicach Głuszycy graniczą z Górami Kamiennymi.
Są to góry bardzo zróżnicowane pod względem wysokości. Najwyższym szczytem jest Wielka Sowa (1015 m n.p.m.). Pozostałe szczyty Gór Sowich mają wysokość od 600–980 m n.p.m. W szczytowych partiach znajdują się ciekawe gniazda skalne. Góry – z wyjątkiem polan – w okolicach szczytowych i przełęczy porasta całkowicie bór świerkowy z rzadko występującymi naturalnymi buczynami i cisami. Punkty widokowe mieszczą się na wieżach widokowych, skałkach lub szczytowych polanach, czasami też na zboczach (w miejscach po wycięciu lasu). Góry te stanowią najstarszą część Sudetów i są zbudowane głównie z prekambryjskich gnejsów.

## Budowa geologiczna
Góry Sowie należą do dwóch jednostek geologicznych o skomplikowanej tektonice i zróżnicowanej litologii: bloku sowiogórskiego i niecki śródsudeckiej.
Skały bloku sowiogórskiego tworzą główny masyw Gór Sowich. Są to gnejsy i migmatyty z niewielkimi wystąpieniami skał ultrazasadowych (serpentynitów), zasadowych (amfibolitów i lamprofirów) oraz kwaśnych (granulitów, pegmatytów, aplitów oraz żył kwarcowych). Właśnie te poboczne skały stanowią o atrakcyjności tych gór.
W obrębie gór – w okolicach Kamionek, Glinna i Walimia – w starszym, metamorficznym podłożu występują lokalnie młodsze skały karbońskie (zlepieńce, piaskowce i łupki ilaste) tworzące tzw. „kulm sowiogórski”.
Południowo-zachodnia część gór należy do niecki śródsudeckiej (tzw. synklinorium śródsudeckiego), powstałej w okresie orogenezy waryscyjskiej, która wypełniona jest utworami karbońskimi i permskimi, z wystającymi w kilku miejscach skałami starszego podłoża. Z tych skał osadowych zbudowane są Wzgórza Wyrębińskie.

### Historia geologiczna
Niektóre z zamieszczonych tu informacji wymagają weryfikacji.
Dokładniejsze informacje o tym, co należy poprawić, być może znajdują się w dyskusji tej sekcji.
 Po wyeliminowaniu niedoskonałości należy usunąć szablon {{Dopracować}} z tej sekcji.
Historia geologiczna Gór Sowich sięga początków historii Ziemi sprzed 4,5 miliarda lat. Od tego czasu teren obecnych Sudetów przeszedł wielokrotną metamorfozę. Najstarsze skały możliwe do znalezienia w tym rejonie to hornblendyty z Bystrzycy Górnej, datowane na 1,2 miliarda lat.
Pod względem geologicznym Góry Sowie zbudowane są głównie z gnejsu, najstarszego budulca skalnego ze wszystkich gór w Polsce, a nawet w Europie. Gnejsy obecnych Gór Sowich powstawały w dolnym piętrze ery prekambryjskiej – archaiku. Na początku ery paleozoicznej Góry Sowie były dnem morskim przejawiającym aktywność wulkaniczną. Wtedy doszło do osadzenia się (sedymentacji) skał osadowych (piasków, iłów, wapieni), a w nich skamieniałości. Następnie morze wycofało się i podczas orogenezy kaledońskiej wyniesione zostały na tym terenie olbrzymie góry, a skały pierwotne z poprzedniej ery uległy procesom przeobrażeniowym, np. granity prekambryjskie przeobraziły się w gnejsy, powstały dalsze partie łupków metamorficznych – krystalicznych. Następnie przez około 100 milionów lat ląd masywu kaledońskiego ulegał niszczeniu. W tej epoce erozja znacznie obniżyła potężne góry okresu kaledońskiego. Między obecnym, twardym gnejsowym blokiem Gór Sowich a resztą masywu powstało wtedy zapadlisko, w którym zbierały się skały osadowe. Podczas hercyńskich ruchów górotwórczych w erze paleozoicznej doszło do podzielenia i wyniesienia masywu kaledońskiego. Powstały wtedy główne zręby brzeżne dzisiejszych Sudetów. Można więc powiedzieć, że najstarsze z Sudetów są Góry Sowie. Podczas dalszej części ery paleozoicznej w czasie aktywności wulkanicznej oraz wylewów law porfirowych i melafirowych powstały złoża tych skał i trwało dalsze formowanie się skał osadowych. W niecce śródsudeckiej powstawały z osadów organicznych pokłady węgla kamiennego. W końcowym okresie paleozoiku cały obszar Gór Sowich zalewało morze. W następnej erze, mezozoiku, podczas słabych ruchów kimeryjskich nastąpiło cofnięcie się morza i rozpoczęła dalsza erozja skał osadowych z okresu zalewu morskiego. Następnie doszło do wtórnego zalania morzem górnokredowym. Po kolejnym cofnięciu się morza nastąpiła tzw. orogeneza młodosaksońska, która pogłębiła wyrównane już uskoki tektoniczne pochodzące z fałdowania hercyńskiego. Podczas kenozoiku w starszym paleogenie i neogenie (w trzeciorzędzie) klimat był ciepły i wilgotny, więc góry ulegały silnej erozji wodnej, która ukształtowała dzisiejszy kształt dolin. Ruchy tektoniczne, które nasilały się począwszy od środkowego oligocenu, a swe apogeum osiągnęły w miocenie i pliocenie, spowodowały blokowe wypiętrzenie części Gór Sowich wzdłuż linii sudeckiego uskoku brzeżnego. Właśnie podczas tej ery, która trwa do dzisiaj, doszło po fałdowaniu alpejskim do trzech zlodowaceń i trzech okresów cofania się lądolodu. Podczas tego procesu doszło do ostatecznego uformowania się rzeźby gór. Ponadto doszło wtedy też do powstania rumoszy skalnych, glin zboczowych oraz osadów rzek i potoków.

### Rzeźba terenu
Wypiętrzone są w obecnym kształcie jak większość Sudetów w trzeciorzędzie w postaci jednego zrębu tektonicznego. Szczyty mają kształt kopuł. Od strony północnej góry tworzą potężny gnejsowy mur, wyłaniający się nagle z Niziny Śląskiej. To efekt przebiegającego tędy uskoku sudeckiego. Średnie wyniesienie wierzchowiny w stosunku do północnego przedpola wynosi na tej krawędzi 600–700 m.
Masywne wały Gór Sowich wyrastają nad Kotliną Dzierżoniowską jednym uskokiem stromych zboczy, przeciętych czterema przejezdnymi przełęczami. Po wschodniej stronie – od Przełęczy Srebrnej po Wielką Sowę. Wał ten wznosi się i rozszerza, aby przy Wielkiej Sowie osiągnąć szerokość 13 km. Dalej na zachód następuje znaczne obniżenie masywu, a główny grzbiet skręca na południe przez Sokół (862 m n.p.m.) w stronę Głuszycy i Gór Kamiennych. Cechą tych gór jest płaski grzbiet szczytów z wyraźnym zaznaczeniem asymetrii stoków. Zbocza południowe są dość łagodne, natomiast północne są bardziej strome. W całym masywie można wyróżnić cztery części składowe oddzielone od siebie przełęczami. Góry mają charakter mało zróżnicowanego, zwartego bloku o wyrównanej wierzchowinie i podciętych zboczach, od głównego bloku odchodzą liczne boczne, krótkie grzbiety pooddzielane dolinami potoków.

### Minerały[2]
- Turmaliny – występują w obrębięe całego masywu Gór Sowich oraz w Kotlinie Dzierżoniowskiej, związane są z pegmatytami. Tworzą czarne słupowe kryształy (odmiana szerl) o długości z reguły kilku centymetrów. W kamieniołomie DSS w Piławie Górnej oraz Gilowie natrafiono także na odmiany barwne.
- Beryle – występują głównie w centralnej części Gór Sowich a największe nagromadzenia związane są z pegmatytami rejonu Bielawy–Kietlic–Owiesna; posiadają barwę biało-żółtą, czasami z odcieniem zielonkawym.
- Granaty – spotykane w pegmatytach a także jako skałotwórcze w granulitach i niektórych amfibolitach.
- Kwarce – główny, obok skaleni, minerał skałotwórczy pegmatytów; w Masywie Wielkiej Sowy oraz Bielawy notowane były kwarce różowe natomiast w Rzeczce trafiają się słabo wybarwione ametysty postaci drobnych żyłek i druz.
- Łyszczyki (biotyt, muskowit) – minerał skałotwórczy; duże blaszkowe kryształy do kilkunastu centymetrów długości spotyka się w obrębie pegmatytów.
- Baryt – występuje w żyłach hydrotermalnych przecinających gnejsy sowiogórskie, współtowarzyszy najczęściej z kwarcem; z żyłami barytu związana jest mineralizacja kruszcowa (srebrnonośna galena, sfaleryt) będąca przedmiotem eksploatacji od czasów średniowiecznych.

## Krajobraz

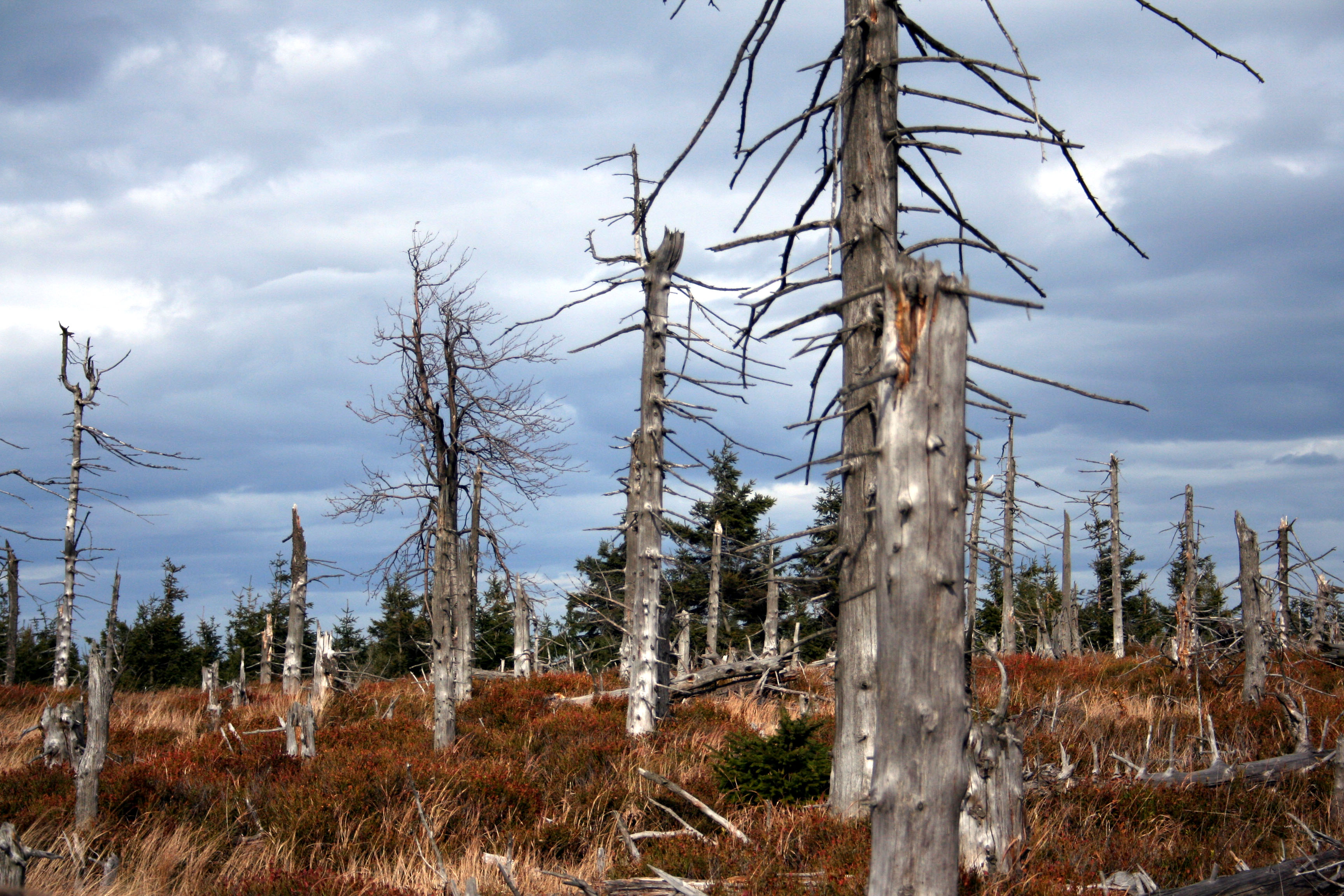
Wymarły las w pobliżu Wielkiej Sowy

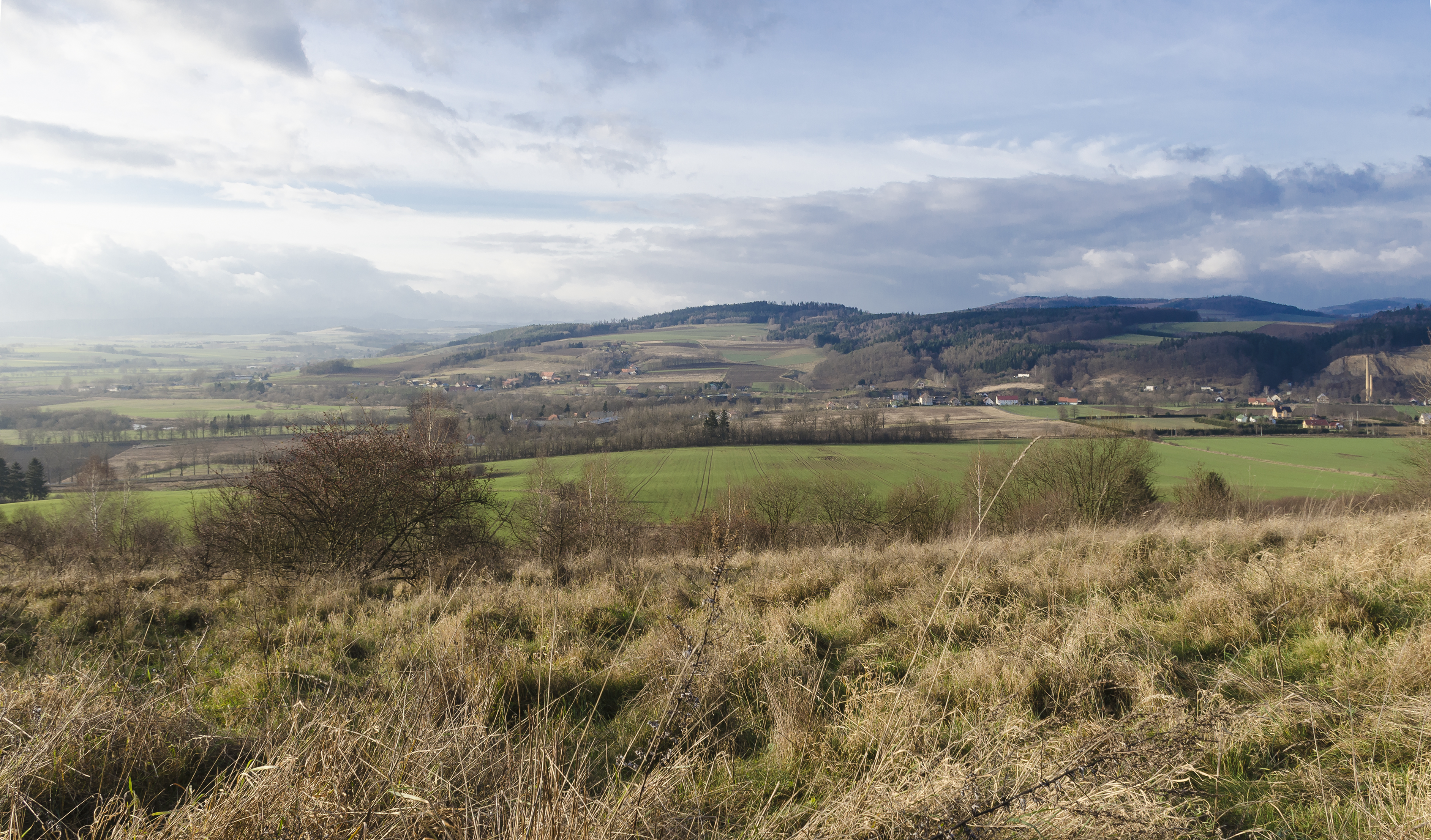
Południowo-wschodni skraj Gór Sowich

Znaczne zróżnicowanie krajobrazu związane jest z niezwykle różnorodną rzeźbą terenu. Występują tu długie doliny wdzierające się w główny masyw wzdłuż górskich potoków. Krajobraz jest typowo górski, ze zboczy roztaczają się panoramy na okoliczne miejscowości i oddalone pasma górskie.

## Klimat
Położenie Gór Sowich oraz odległość od innych pasm górskich powoduje, że są one rodzajem naturalnego parawanu, na którym zatrzymują się fronty atmosferyczne. Stąd opady są tu dużo wyższe niż w strefie buforowej i tym bardziej większe niż na stosunkowo suchej Nizinie Śląskiej. Ogólnie do wysokości 400 m n.p.m. rozciąga się typowo nizinny i umiarkowany klimat środkowoeuropejski. Jednak w miarę wzrostu wyniesienia n.p.m. sytuacja zmienia się stopniowo – klimat staje surowszy a opady wyższe. Gwarantuje to dobre warunki śniegowe zimą, zwłaszcza w wyższych partiach. W kotlinach górskich, niższych partiach oraz na pogórzu średnie temperatury są wyższe a typowo górski klimat występuje tylko w szczytowych partiach gór. Klimat Gór Sowich jest typowym górskim klimatem charakteryzującym się wysokimi opadami, niską średnią temperaturą i długo zalegającą pokrywą śnieżną. Przy wyżowych nocach zachodzi czasem zjawisko inwersji temperatur. Zimy tutaj są mroźne, a średnie temperatury zimą porównywalne są do temperatur wyższych gór. Opadom często towarzyszą gwałtowne burze z wyładowaniami. Wysokie opady, niskie roczne temperatury specyficzne położenie, wysokość względna najwyższych partii tego pasma oraz zlodowacenia sprzyjają przyrodzie typu arktyczno-alpejskiego.
- zachmurzenie: średnie występuje w okresie jesienno-zimowym, najmniejsze w lecie, potęgowane przez mgły i zapylenia
- maksimum termiczne: lipiec–wrzesień, średnia temperatura ok. 15 °C
- minimum termiczne: styczeń–luty, średnia temperatura powietrza ok. –8 °C
- średnia temperatura roczna w piętrze 400–500 m oscyluje w granicach 7 °C
- czas trwania zimy: 14–16 tyg.
- okres wegetacyjny:
  - w kotlinach rozpoczyna się w drugiej dekadzie kwietnia i trwa ok. 210 dni
  - w szczytowych partiach pod koniec kwietnia i trwa ok. 170 dni
- lato termiczne: w kotlinach ok. 8 tyg., w partiach szczytowych ok. 6 tyg.
- opady roczne: w kotlinach 500–600 mm, w okolicach Wielkiej Sowy ponad 1000 mm, maksimum opadowe w lipcu, minimum w lutym
- wpływ wysokości na temperaturę: na każde 100 m wzniesienia temperatura w piętrze górskim średnio obniża się o około 0,5–1,0 °C.
- zaleganie śniegu:
  - w partiach szczytowych do 90 dni (na zalesionych stokach północnych do początku maja)
  - w kotlinach do 50 dni
- dominujące wiatry: południowo-zachodnie

## Przyroda

### Fauna

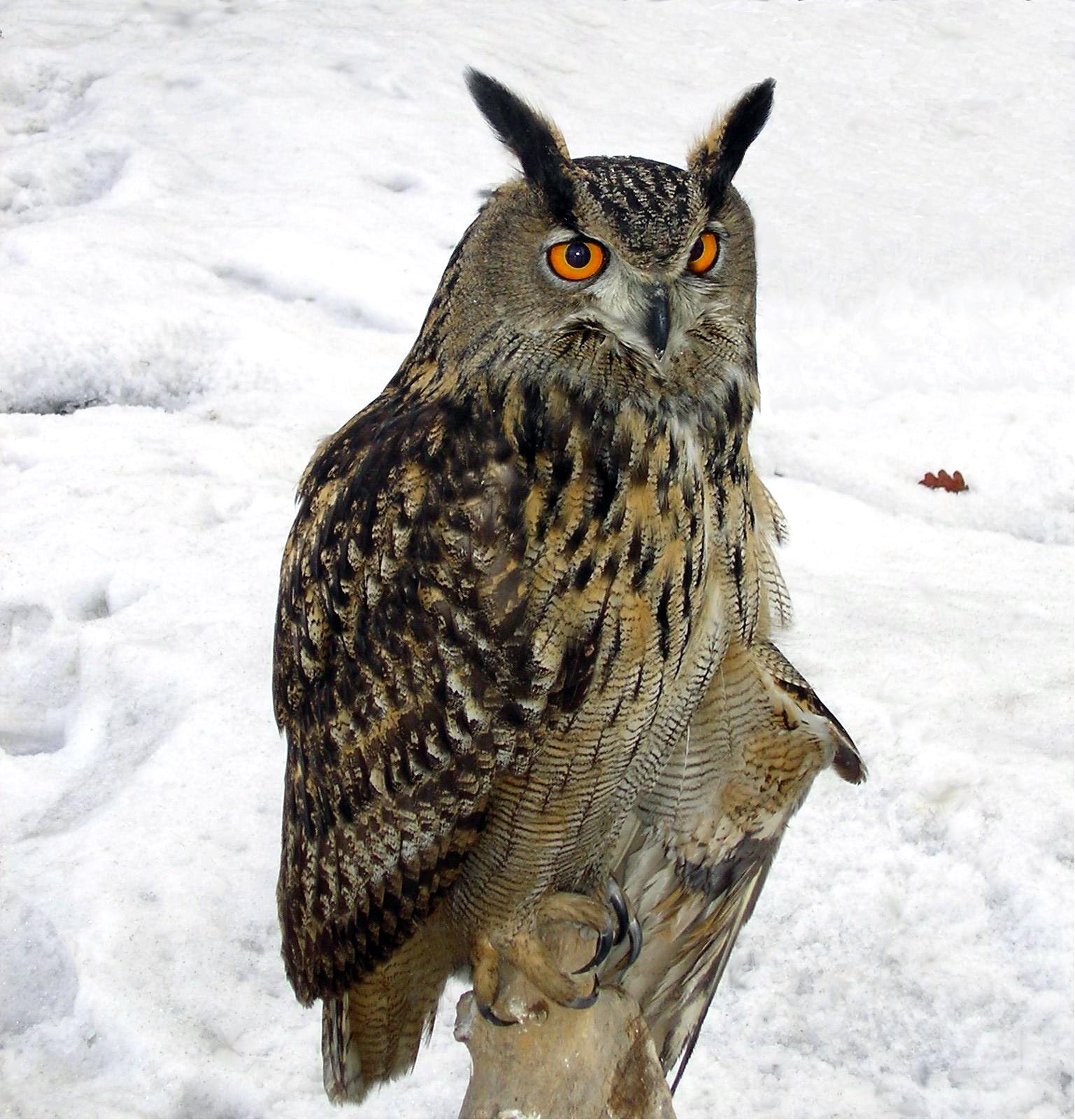
Puchacz zwyczajny

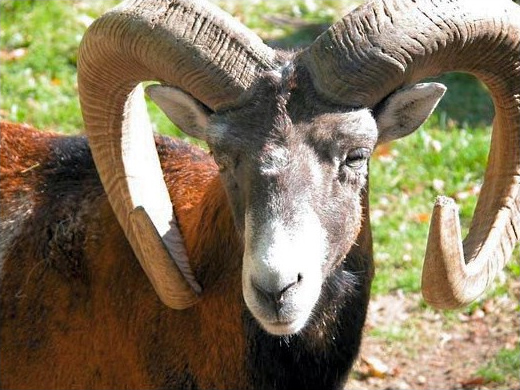
Muflon – introdukowany w Sudetach gatunek owcy górskiej

W lasach Gór Sowich liczne są jeleniowate i małe drapieżniki. W sztolniach, szczelinach skalnych i wyrobiskach kamieniołomów gnieżdżą się nietoperze. Świetnie zaaklimatyzowała się populacja korsykańskiego muflona, świat zwierzęcy Gór Sowich jest bogaty i reprezentują go m.in.:
- Ssaki – pospolitymi gatunkami są: jeleń, sarna europejska, dzik, lis, zając, jeż, łasica pospolita, wiewiórka, borsuk europejski, kuna, tchórz.
- Ssaki drobne – myszy: polna, zaroślowa i leśna, nornica ruda, darniówka pospolita, nornik bury, ryjówka aksamitna, kret europejski, łasica pospolita, gronostaj europejski, wydra europejska, orzesznica, norka europejska, rzęsorek mniejszy, podkowiec mały, nocek Bechsteina, nocek łydkowłosy, mroczek posrebrzany, mroczek pozłocisty, koszatka leśna, popielica.
- Ptaki – grzebiące: głuszec, cietrzew, kuropatwa, bażant; szponiaste: kania ruda, myszołów, krogulec, jastrząb; sokołowe: pustułka i kobuz, a także derkacz, grzywacz, sierpówka i kukułka.  Ponadto sowy (puchacz oraz puszczyk), dzięcioły (dzięcioł czarny, dzięcioł zielony, dzięcioł zielonosiwy, dzięcioł duży, dzięcioł trójpalczasty, dzięciołek i krętogłów) i krukowate (sroka, sójka, orzechówka, a także kruk).                                                  Ptaki śpiewające występujące w Górach Sowich to m.in. skowronek, siwierniak, pliszka siwa, pliszka żółta, pliszka górska, pluszcz, płochacz halny, rudzik, kopciuszek, śpiewak, kwiczoł, kos, drozd obrożny, a również świstunka leśna, pierwiosnek, mysikrólik, zniczek, strzyżyk czy sikory: bogatka, modraszka, sosnówka, sikora uboga. Obserwowane były również: kowalik, gąsiorek, szpak, wróbel, mazurek, zięba, makolągwa, szczygieł, dzwoniec, gil, grubodziób, krzyżodziób świerkowy i trznadel.
- Płazy – żaba trawna, żaba wodna, traszka górska i salamandra plamista.
- Gady – zaskroniec zwyczajny, żmija zygzakowata, gniewosz plamisty oraz jaszczurki (zwinka, żyworodna, padalec).
- Mięczaki – pomrowy (różne gatunki), świdrzyk śląski, świdrzyk ozdobny, ślimak winniczek.
- Owady – paź żeglarz, paź królowej, niepylak apollo, niepylak mnemozyna, modraszek orion, niedźwiedziówka krasa, barczatka borówczanka, postojak wiesiołkowiec, jelonek rogacz, wynurt, kozioróg bukowiec, rusałka żałobnik.

### Świat roślin
Na nizinach występuje typowy las nizinny oraz tereny uprawne. W górach mamy do czynienia z lasami sztucznie i selektywnie sadzonymi. Skład gatunkowy lasów pierwotnie zależny był od rodzaju gleby, która decyduje o drzewostanie czy jest on przeważająco iglasty czy liściasty lub mieszany. Obecnie w wielu miejscach granica ta jest wytyczona przez człowieka i nie ma nic wspólnego z rodzajem gleby i jej składem. Pogórze i przedgórze gór w dużej mierze wykorzystywane jest rolniczo – pola uprawne i łąki zajmują większość terenu.
- Lasy – pomiędzy 400 a 1000 m n.p.m. rozciąga się piętro regla dolnego. Piętro to poza małymi wyjątkami, nie ma charakteru pierwotnego. Dominują monokultury świerkowe zasadzone w miejscu wyciętych pierwotnych lasów mieszanych. Pierwotnie były to lasy bukowe i bukowo-świerkowe z domieszką jodły, sosny, klonów, dębu, wiązu i lip. Wciąż obecny jest na obrzeżach tych lasów jesion. W miejscach bardziej zbliżonych do pierwotnych występuje tu bogaty podszyt (leszczyna, wawrzynek wilczełyko, maliny i jeżyny) oraz runo leśne. Na wysokości powyżej 1000 m n.p.m. występuje pasmo regla górnego. Są to lasy świerkowe przeważnie zniszczone ekologicznie z dodatkami buków, jawora, jarzębiny i czasem jodły, z bogatym i rozwiniętym runem leśnym. Obficie rosną borówki, paprocie, szczawik zajęczy, podbiałek alpejski, czosnek niedźwiedzi, kilka gatunków traw, mszaki i wiele innych roślin.

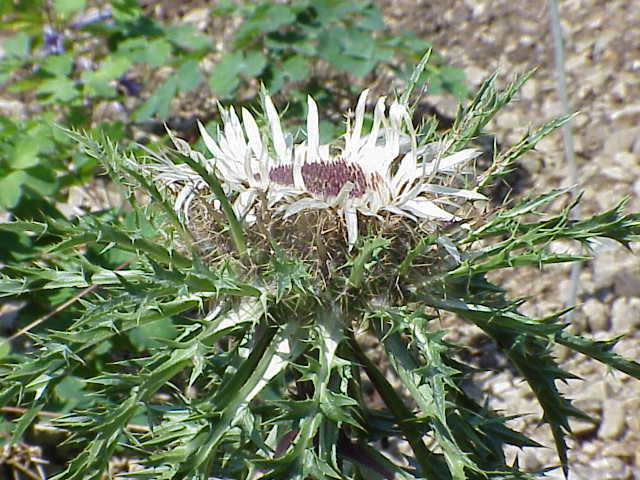
Dziewięćsił bezłodygowy jest ozdobą sowiogórskich łąk (pod ochroną)

- Łąki i polany – na podgórskich łąkach i polanach rośnie wiele gatunków roślin chronionych, do których należą: dziewięćsił bezłodygowy, zimowit jesienny, arnika górska, lilia złotogłów.

### Przyroda nieożywiona
Przyroda nieożywiona Gór Sowich to przede wszystkim tutejsze szczyty, miejsca widokowe, zbiorniki wodne, potoki, przełom Bystrzycy, skały i skałki, doliny. Urokliwe zakątki to:
- Skałki gnejsowe – występują na całym prawie obszarze pasma. Są to skały metamorficzne, powstałe w wyniku przeobrażenia skał osadowych ilastych i szarogłazów oraz magmowych w okresie kaledońskich lub starszych ruchów górotwórczych.
- Skałki wapienne – znajdują się w rejonie Wapiennej w okolicy Dzikowca i są wieku dewońskiego.
- Punkty widokowe – to Wielka Sowa, Kalenica, Mała Sowa, stok Kokota, Polana Jugowska.
- Doliny potoków – Kamionki, Młynówki, Bielawicy, Michałowskiego Potoku, Jugowskiego Potoku, Walimianki, Młynówki, Sowiego Potoku, Piekielnicy, Woliborki.

## Najwyższe szczyty
- Wielka Sowa 1015 m n.p.m.
- Mała Sowa 972 m n.p.m.
- Kalenica 964 m n.p.m.
- Słoneczna 949 m n.p.m.
- Grabina 943 m n.p.m.
- Kozia Równia 930 m n.p.m.
- Rymarz 913 m n.p.m.
- Sokolica 913 m n.p.m.
- Żmij 887 m n.p.m.
- Sokół 857 m n.p.m.
- Popielak 856 m n.p.m.
- Malinowa 839 m n.p.m.

## Przełęcze
- Kozie Siodło 885 m n.p.m.
- Przełęcz Jugowska 805 m n.p.m.
- Bielawska Polana 803 m n.p.m.
- Przełęcz pod Gołębią 785 m n.p.m.
- Przełęcz pod Szeroką 741 m n.p.m.
- Wigancicka Polana 780 m n.p.m.
- Przełęcz Sokola 751 m n.p.m.
- Przełęcz Walimska 750 m n.p.m.
- Przełęcz Rozdroże Pod Moszną 741 m n.p.m.
- Przełęcz Marcowa 712 m n.p.m.
- Przełęcz Woliborska 711 m n.p.m.
- Przełęcz Srebrna 586 m n.p.m.

## Miejscowości u podnóża Gór Sowich
miasta:
- Bielawa
- Głuszyca
- Nowa Ruda
- Pieszyce
- Jedlina-Zdrój

wsie:
- Bystrzyca Górna
- Glinno
- Jodłownik
- Jugów
- Jugowice
- Kamionki
- Lubachów
- Ludwikowice Kłodzkie
- Michałkowa
- Przygórze
- Rościszów
- Rzeczka
- Sierpnica
- Sokolec
- Srebrna Góra
- Świerki
- Walim
- Wolibórz
- Zagórze Śląskie

## Turystyka

### Atrakcje

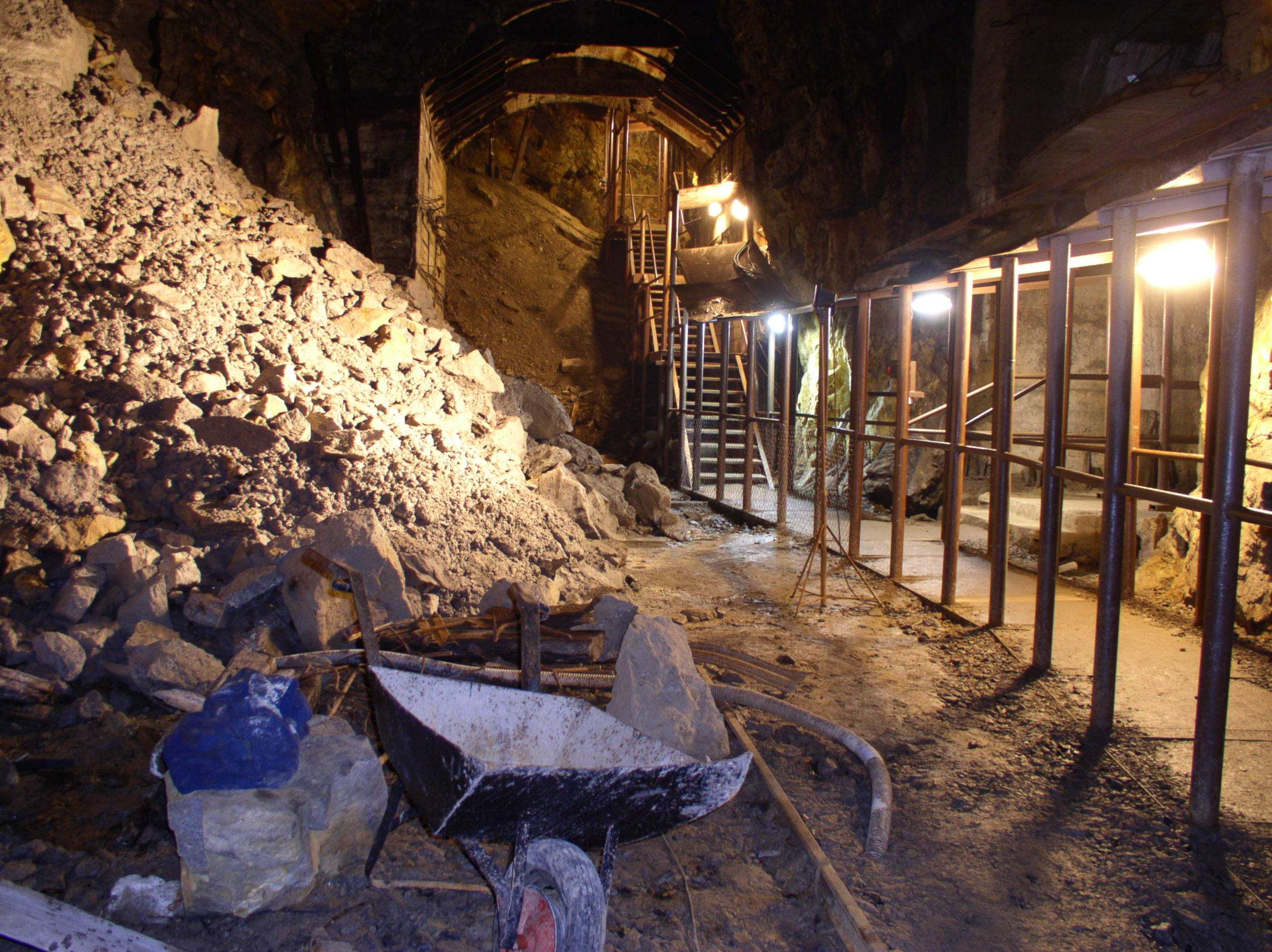
Riese – sztolnia w Rzeczce

Bardzo długa historia i żywe tradycje oznaczają, że warto także zobaczyć dokładnie jakie skarby kryją doliny i kotliny górskie. Są tu zabytki, budowle, kościoły i piękne miejscowości letniskowe. Szczególnie warto zwiedzić zamknięte kopalnie, czynne obecnie jako muzea w Nowej Rudzie, czy też słynne podziemne sztolnie hitlerowskie projektu Riese w Walimiu i Głuszycy, „Muchołapkę” w Ludwikowicach Kłodzkich, Twierdzę Srebrnogórską, zaporę w Lubachowie, wiadukt w Głuszycy, wiadukt w Zdrojowisku, wiadukt w Nowej Rudzie, zamek w Nowej Rudzie, Zamkową Górę, sanatorium w Rościszowie, Ratusz w Nowej Rudzie, zamek Grodno, Jezioro Bystrzyckie, wieże widokowe na Wielkiej Sowie i Kalenicy, 11 kościołów i świątyń.

#### Warto zwiedzić
- Riese
- Babi Kamień
- Kamień Trzech Granic
- Bukową Kalenicę
- Osówkę
- Forty w Srebrnej Górze
- Sztolnie dawnej kopalni srebra
- Kroacką studzienkę
- Zamek Grodno
- Pozostałość po zameczku „Quingenburg” na górze Garncarz
- Leśny Dworek w dolinie potoku Bielawicy.
- Wieżę widokową na Wielkiej Sowie

### Główne schroniska
- Zygmuntówka
- Orzeł
- Sowa

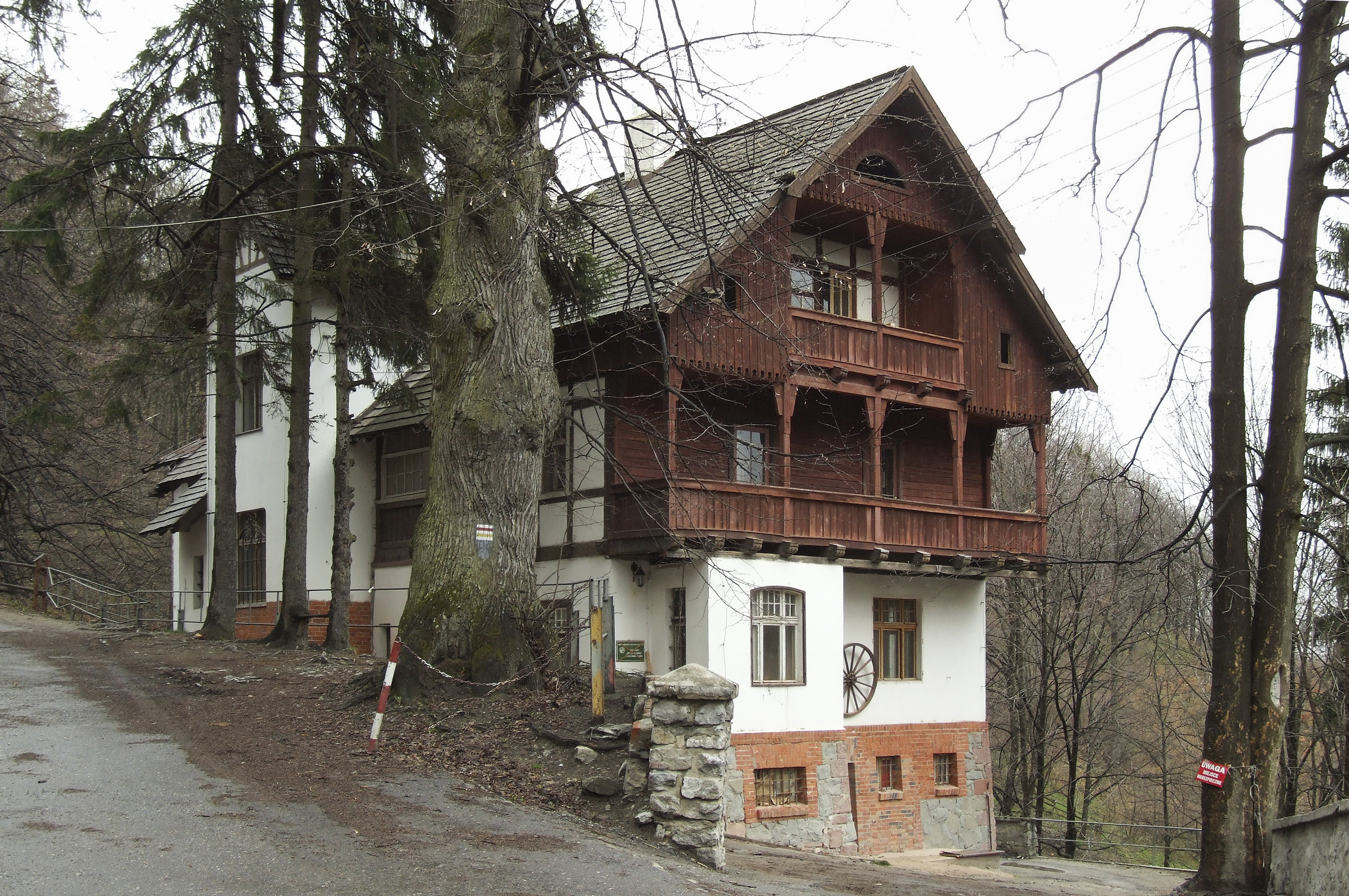
Schronisko „Pod Fortami” – obecnie prywatny pensjonat

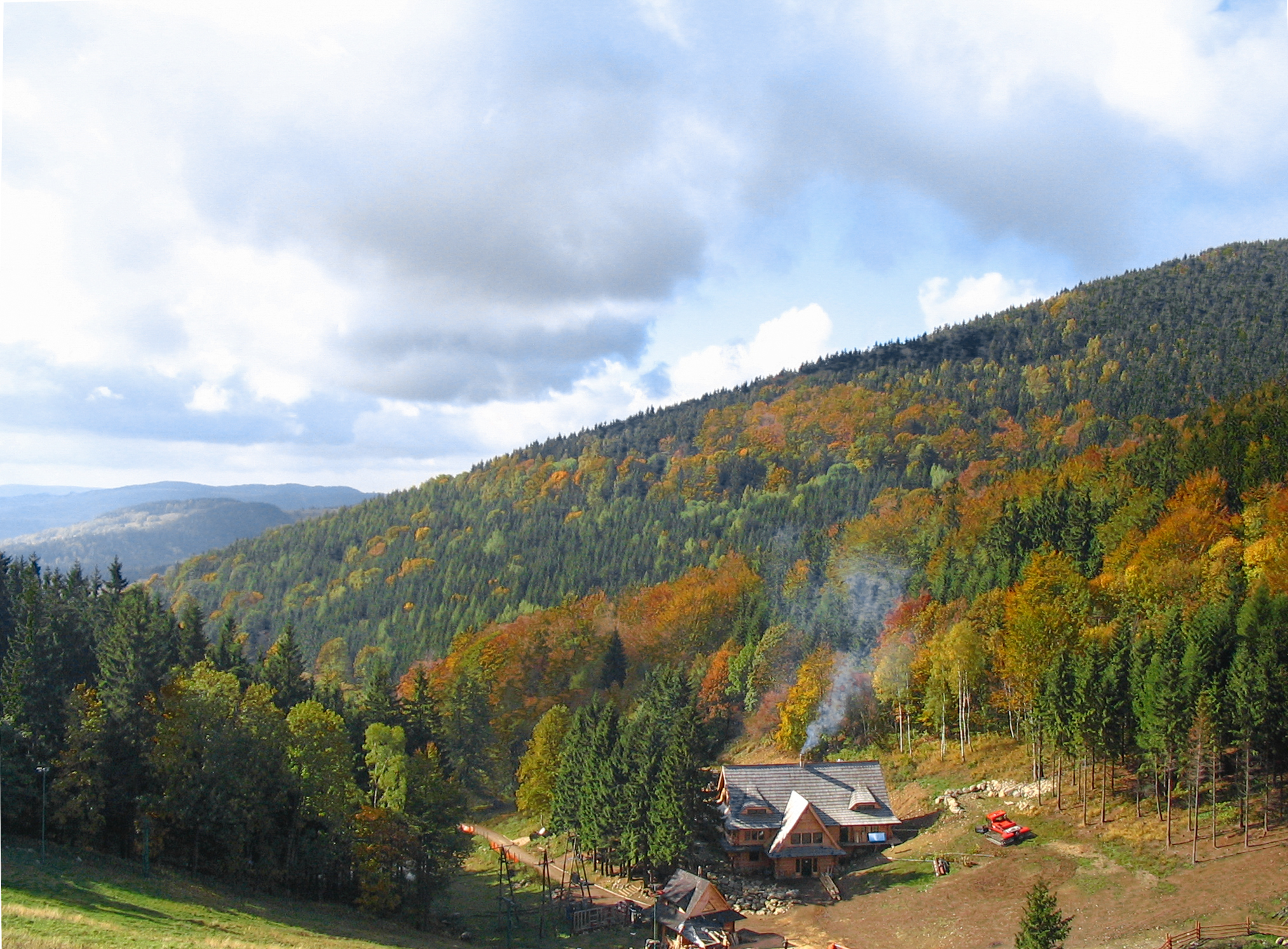
Widok na Bukową Chatę z Zygmuntówki

Do 2007 działało jeszcze schronisko Pod Fortami w Srebrnej Górze – obecnie jest to prywatny pensjonat.

### Szlaki turystyczne
Infrastruktura turystyczna i sportowa z roku na rok się rozrasta i ulega modernizacji. Na terenie Gór Sowich znajduje się wiele wyciągów i tras narciarskich, szlaków rowerowych. Ponadto w Górach Sowich znajduje się gęsta sieć szlaków turystycznych, prowadzących w większości po najciekawszych przyrodniczo i krajobrazowo miejscach.

#### Piesze
- (fragment Głównego Szlaku Sudeckiego im. M. Orłowicza) Jedlina-Zdrój – Przełęcz Marcowa – Rzeczka – Przełęcz Sokola – Sokolec – Wielka Sowa – Kozia Równia – Przełęcz Jugowska – Zimna Polana – Bukowa Kalenica – Skałki – Kalenica – Bielawska Polana – Przełęcz Woliborska – Srebrna Góra.
  - Atrakcje: Wielka Sowa, Bukowa Kalenica, Walim (czas przejścia z Jedliny-Zdroju do Przełęczy Woliborskiej ok. 465 min, w kierunku przeciwnym ok. 500 min)
- Walim – Przełęcz Walimska – Stara Jodła – Kozia Równia – Ludwikowice Kłodzkie – Przełęcz Jugowska – Kamionki – Pieszyce.
  - Atrakcje: Przełęcz Walimska, Lisie Skały, wiadukt w Ludwikowicach Kłodzkich, Schronisko Zygmuntówka, Dolina Kamionki Pieszyce (czas przejścia z Walimia do Pieszyc ok. 575 min, a w kierunku przeciwnym ok. 620 min).
- Nowa Ruda – Świerki Dolne – Wielka Sowa.
  - Atrakcje: Wzgórza Włodzickie, wieża widokowa na Włodzickiej Górze, Dolina Sowiego Potoku, schronisko Sowa, Wielka Sowa (czas przejścia z Nowej Rudy na Wielką Sowę ok. 300 min, a w kierunku przeciwnym ok. 315 min).
- Nowa Ruda – Bielawska Polana – Kalenica – Dzikie i Słoneczne Skałki – Bukowa Kalenica – Zimna Polana – Trzy Buki – Bielawa.
  - Atrakcje: wiadukt kolejowy w Zdrojowisku, Kalenica, Bukowa Kalenica (czas przejścia z Nowej Rudy do Bielawy ok. 95 min, a w kierunku przeciwnym ok. 120 min)
- Walim – Wielka Sowa – Polana Potoczkowa – Stara Jodła – Kamionki – Pieszyce.
  - Atrakcje: Mała Sowa, Wielka Sowa (czas przejścia z Walimia do Pieszyc ok. 80 min, a w kierunku przeciwnym ok. 95 min)
- Zagórze – Michałkowa – Przełęcz Walimska – Wielka Sowa – Polana Potoczkowa – Stara Jodła – Węglarz – Trzy Buki – Przełęcz Woliborska – Srebrna Góra.
  - Atrakcje: rezerwat Choina, Zamek Grodno, Przełom Bystrzycy, Dolina potoku Młynówki, Twierdza Srebrnogórska (czas przejścia z Zagórza do Srebrnej Góry ok. 620 min, a w kierunku przeciwnym 610 min)
- Głuszyca – Rzeczka – Walim – Jugowice.
  - Atrakcje: Osówka, Riese (czas przejścia z Głuszycy do Jugowic ok. 240 min, a w kierunku przeciwnym ok. 195 min)

#### Rowerowe
- Przebieg trasy: Nowa Ruda – Przygórze – Przełęcz Woliborska – Przełęcz pod Gołębią – Fort Donjon – Przełęcz Srebrna – wiadukt pod Ostrorogiem – trasa kolejki Sowiogórskiej – Wolibórz – Leśny Dworek – Przygórze – Nowa Ruda.
- Szlak Podziemi. Przebieg trasy: Głuszyca – trasa kolejki wąskotorowej – Soboń – Osówka – Głuszyca (długość 15 km).
- Przebieg trasy: Nowa Ruda – Przygórze – Jugów (Pniaki) – Bielawska Polana – Kalenica – Przełęcz Jugowska – Wielka Sowa – schronisko Sowa – zielony szlak – Sokolec – Ludwikowice Kłodzkie – Nowa Ruda.

w znakowaniu (trasy w większości prowadzą drogami utwardzonymi, polnymi oraz szlakami pieszymi).
- Trasa: Głuszyca – Kolce – kompleks „Osówka” – Grządki – Rzeczka – Walim – Domachów – Toszowice – Młyńska – Zagórze Śląskie – Niedźwiedzica – Podlesie – Olszyniec – Jedlinka – Głuszyca.
- Trasa: Bożków – Koszyn – Dzikowiec – Wolibórz – Przygórze – Jugów – Ludwikowice Kłodzkie – Nowa Ruda – Góra Św. Anny – Ścinawka Średnia – Słupiec – Bożków.

#### Narciarskie
- czerwony do schroniska Andrzejówka na Przełęczy Trzech Dolin w Górach Suchych.